# Trevor Rainbolt
Trevor Rainbolt (* 7. November 1998 in Longview, Texas), bekannt unter seinem Mononym Rainbolt, ist ein US-amerikanischer GeoGuessr-Spieler und Influencer. Seine ursprüngliche Bekanntheit verdankt er Videos, die er auf seinem TikTok-Account georainbolt veröffentlichte und die ihn beim besonders schnellen Raten von Ländern und Orten beim Spielen von GeoGuessr zeigen. GeoGuessr lässt Spieler kompetitiv anhand von 360°-Google-Street-View-Bildern zum Geographie-Wettbewerb gegen sich selbst oder andere Spieler antreten. Inzwischen ist Rainbolt auch auf Instagram, YouTube und Twitch vertreten.

## Leben und Karriere

### Jugend
Trevor Rainbolt wurde in Texas geboren und wuchs in Flippin, Arkansas auf. Er besuchte für ein Jahr die University of Colorado Colorado Springs (UCCS), bevor er sein Studium vorläufig aufgab.

### Karriere und Reisen
Nach Aufgabe seines Studiums zog Rainbolt nach Los Angeles, Kalifornien, um als Berater für Öffentlichkeitsarbeit mit sozialen Medien (social media strategist) zu arbeiten. Die Firma, bei der er beschäftigt war, widmete sich insbesondere dem Betreiben von Sportunterhaltungs-Accounts.
Seine Karriere als GeoGuessr-Spieler begann Trevor Rainbolt während der COVID-19-Pandemie. Nach eigenen Angaben spielte er in dieser Zeit täglich vier bis fünf Stunden, manchmal bis zu zwölf Stunden, lernte nationale unterscheidbare Geo-Merkmale wie Straßenschildfarben, Telefonmastbauten und Kennzeichenformen zu unterscheiden und sah anderen beim Livestreamen zu.
Im Oktober 2021 erstellte Rainbolt seinen TikTok-Account „georainbolt“, bei dem er kurze Videos über Herausforderungen bei GeoGuessr veröffentlichte. Er wurde unter anderem dafür bekannt, die meisten ihm gezeigten Orte auf Google Street View innerhalb eines Sekundenbruchteils ungefähr einem Land, einer Region oder sogar dem exakten Kamerastandort innerhalb einer Straße oder eines Weges zuordnen zu können. Er wies diese Fähigkeit auch bei Bildern auf, die auf einer Seite unscharf gestellt, auf den Kopf gedreht, in schwarz-weiß dargestellt oder verpixelt waren. Manchmal erriet er mit einer Audiobeschreibung und verbundenen Augen Orte. Angeblich konnte er auch bereits Orte nur anhand der Art des Drecks auf dem Boden oder dem Himmel identifizieren.
Er hostet an Samstagen professionelle Wettkämpfe auf Twitch, bei denen die besten Spieler in Gruppen von zwei bis vier Personen gegen eine gleich große Gruppe antreten. Die aufgezeichneten Videos der Wettbewerbe veröffentlicht Rainbolt auf seinem YouTube-Kanal „RAINBOLT“, lädt aber dort auch andere Formate hoch. Darüber hinaus betreibt er den YouTube-Kanal „RAINBOLT TWO“.
Seine außergewöhnliche Fertigkeit, geografische Details zu erkennen, steht im Kontrast dazu, dass Rainbolt die USA bis November 2022 nur ein einziges Mal verlassen hatte. Danach kündigte er auf der Plattform Twitter an, dass er ab nun jeden Monat in einem anderen Land leben wolle. Er besuchte dafür zunächst Deutschland, Spanien und Portugal. Im Januar 2023 lebte Rainbolt in Bangkok, Thailand, und gab an, dort für eine Weile bleiben zu wollen.
Im Juni 2023 verbrachte Rainbolt angeblich fast 100 Stunden mit der Suche nach einem Laden, der ein bestimmtes Eiersandwich verkaufte. Als der Laden, ein „Bagel Market“ in Manhattan (New York, USA), davon erfuhr, benannte man dort das Sandwich nach ihm.
Ein Ende Juni 2023 veröffentlichtes Video erzielte mit bereits über 8 Millionen Aufrufen zu Anfang Juli besondere Aufmerksamkeit, da Rainbolt in der Lage war, einen eigentlich nicht auf Google Maps verzeichneten Ort anhand der umgebenden Bäume und Blätter zu finden.
Im Übrigen versucht er das Spiel einem breiteren Publikum zugänglich zu machen, indem er Tipp-Videos veröffentlicht oder entsprechende Aussagen in Interviews macht. Bei den 2023 und 2024 veranstalteten GeoGuessr World Cups fungierte er als Kommentator. Rainbolt erhofft sich davon, das Spiel als E-Sport zu etablieren. GeoGuessr hatte nach Angaben des Unternehmens zur Zeit der Ankündigung des World Cups im Juli 2023 60 Millionen Spieler.
Im Jahr 2025 wurde Rainbolt in der Kategorie „Games“ der Forbes-Liste „30 under 30“ geführt.